# Tossal del Roc
El Tossal del Roc és una muntanya de 544 metres que es troba al municipi de Sant Martí de Riucorb, a la comarca catalana de l'Urgell.
Al cim podem trobar-hi un vèrtex geodèsic (referència 263118001).